# Georges de Traz
Georges-Albert-Edouard de Traz, connu sous les pseudonymes de Peter Coram et François Fosca, né le 30 août 1881 dans le 17e arrondissement de Paris et mort le 9 mars 1980 à Genève ou à Pregny-Chambésy (Suisse),, est romancier, essayiste et critique d'art, et peintre et illustrateur à ses débuts.

## Biographie
Il est le fils d'Édouard de Traz (1831-1918), ingénieur genevois d'origine, et d'une mère française nommée Madeleine Gaume (1851-1919), son frère cadet est Robert de Traz (1884-1951). Dans leurs jeunes années, ils voyagent beaucoup avec leur père en Italie, Angleterre ou Belgique et parcourent également l'Afrique du Nord (Algérie et Tunisie). 
Georges de Traz est à ses débuts peintre et illustrateur de formation autodidacte dans différents ateliers parisiens et en Italie. Il fait de nombreuses expositions en Suisse et à l'étranger entre 1910 et 1921.
Après avoir collaboré avec son frère à La Voile latine entre 1904 et 1910, il entame une carrière de romancier réaliste sous le pseudonyme de François Fosca : L'Amour forcé (1923), Monsieur Quatorze (1923), La Berlue (1925), Les Dames de Boisbrulon (1926), Derechef (1927). Il se lance ensuite dans le domaine du roman policier, dont il est l'un des premiers spécialistes, utilisant le pseudonyme de Peter Coram. Il a ainsi publié La Femme décapitée (1937), Séquence de meurtres (1937) et L'Affaire Mercator (1938), de "faux" romans policiers anglais pour la collection L'Empreinte, C'est au mort à parler (Simon, coll. Police-secours, 1939) et La Corde pour le pendre (Albin Michel, coll. Le Limier, 1948), sous la signature de Peter Coram, ainsi que Ces messieurs de la famille, Du côté de chez Fyt et L'Homme qui tua Napoléon (Editions Utiles, Genève, le premier signé Peter Coram en 1943, les suivants François Fosca, 1943 également). Toujours à Genève, il publie en 1943 une "version rajeunie" des Mystères de Paris d'Eugène Sue. Son essai fondateur sur le roman policier est Histoire et technique du roman policier (Nouvelle Revue Critique, 1937), signé François Fosca.
Il publie parallèlement de nombreuses monographies de peintres (certaines sous le pseudonyme de François Fosca), parmi lesquels Maurice Barraud (1927) et le peintre genevois Jean-Étienne Liotard (1928). 
L’Académie française lui décerne le prix Charles-Blanc en 1934 pour Daumier
Il se consacre enfin à l'enseignement de l'histoire de l'art à l'école d'Architecture et à l'école des Beaux-Arts de Genève (1944-1953). Georges de Traz entreprend aussi des synthèses, comme son Histoire de la peinture suisse (1945) ou La Montagne et les peintres (1960). Hostile à l'art contemporain, il le traite sévèrement et sans nuances, notamment dans La Peinture, qu'est-ce que c'est ? (1947).

Georges de Traz s'éteint le 9 mars 1980 et est enterré au cimetière de Pregny.

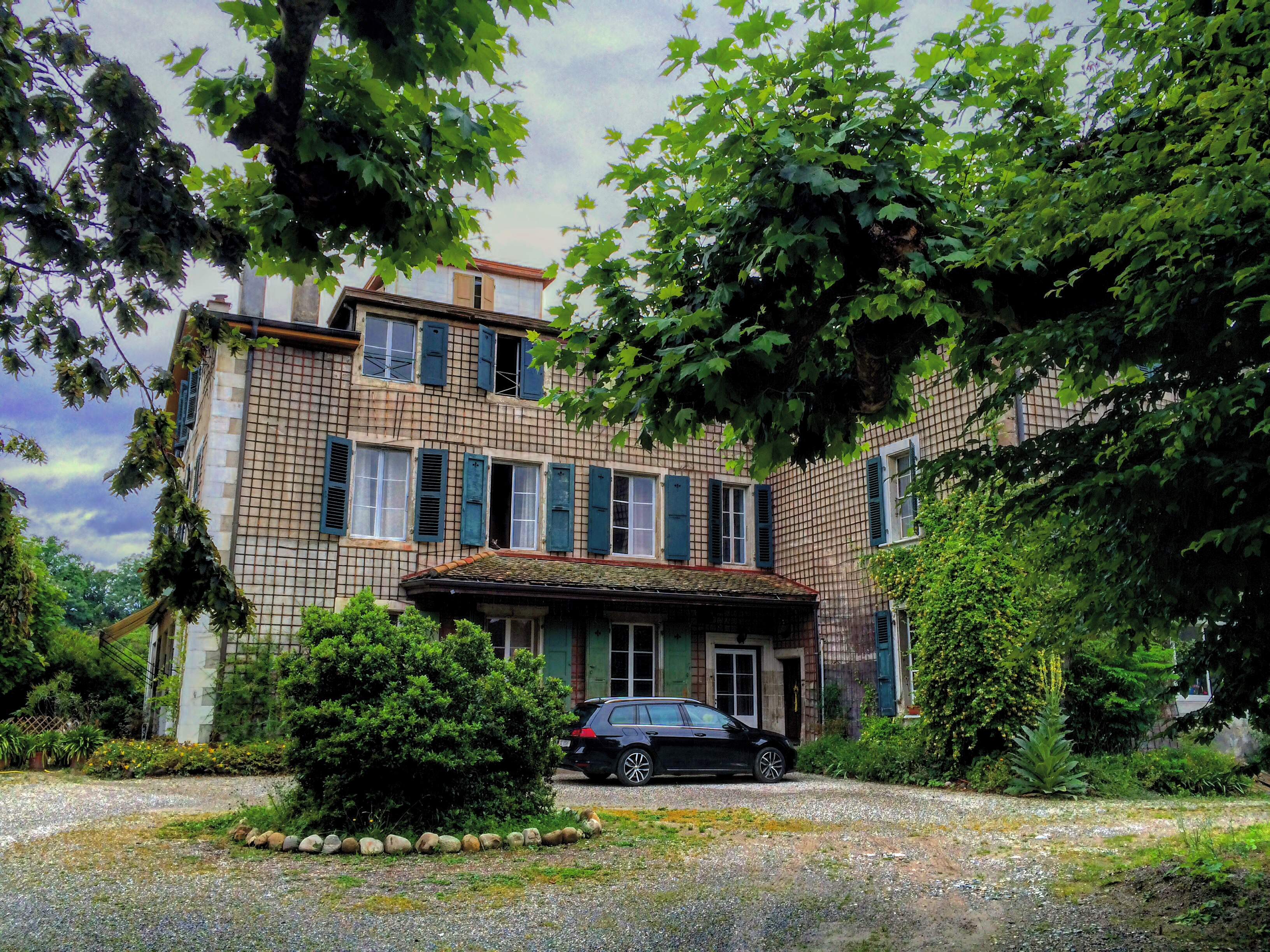
La maison de maître «Île Calvin», à Pregny, où vécut Georges de Traz de 1906 à 1920.
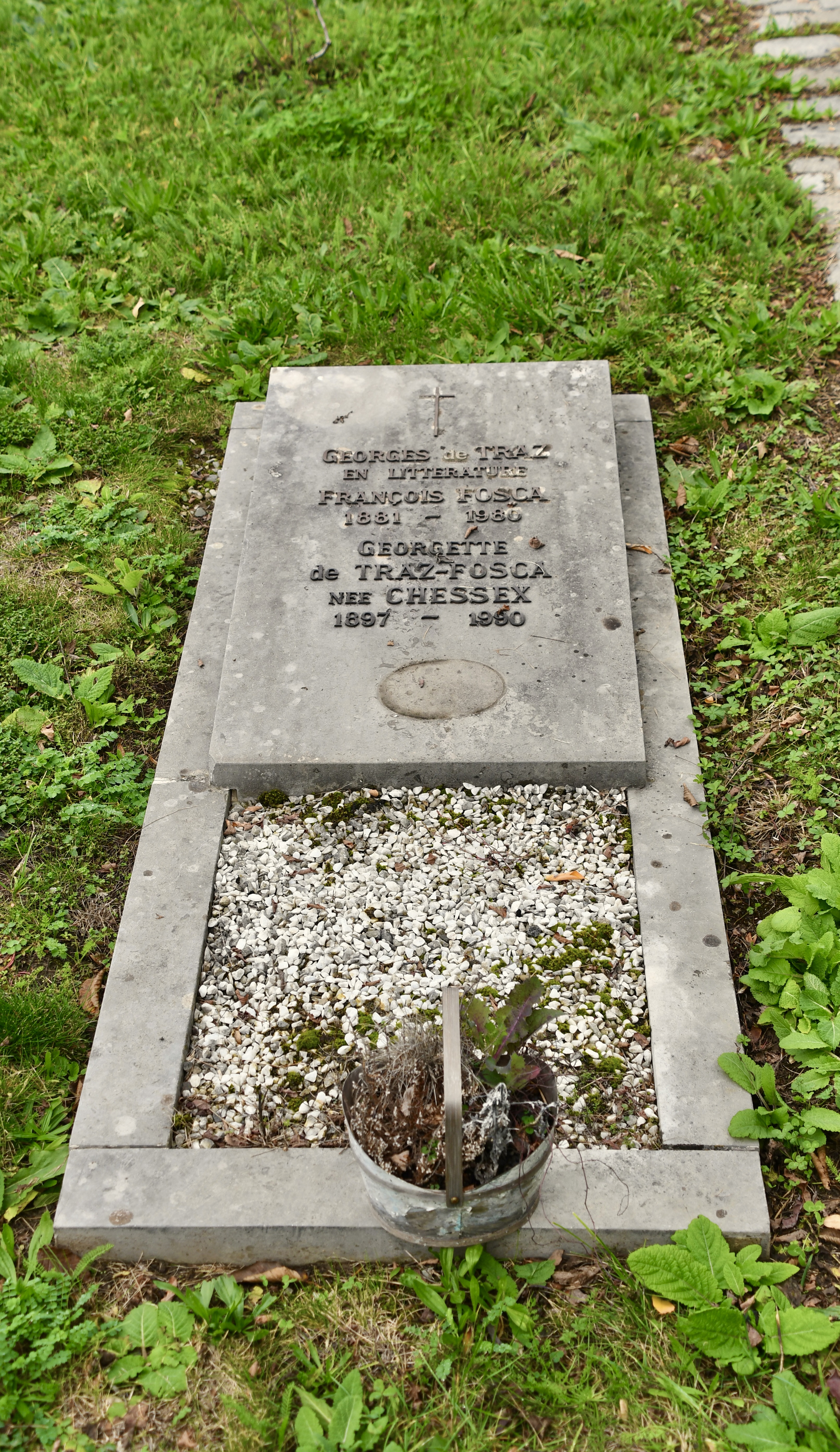
La tombe de George et Georgette de Traz.

### Vie privée
Georges de Traz s'est marié une première fois en 1910 avec Marie Lucie Gilbert (1885-1922). Il épouse dans un second tel, en 1923, Marie Lola Wagnière (1888-1960). Après divorce avec cette dernière, Georges de Traz épouse, en 1938, Georgette Chessex (1897-1990).

## Sources
- Doris Jakubec, notice biographique de François Fosca, Dictionnaire historique de la Suisse.
- François Ouellet, "François Fosca", Nuit blanche, no 121, hiver 2011, p. 50-55.